# ACS Award in Surface Chemistry
Der ACS Award in Surface Chemistry wurde 1991 als Arthur W. Adamson Award for Distinguished Service in the Advancement of Surface Chemistry durch die Occidental Petroleum Corporation gestiftet und durch das Unternehmen von 1993 bis 2007 finanziell unterstützt. Seitdem wurde der Preis durch die Division of Colloid and Surface Chemistry der American Chemical Society (ACS) und durch verschiedene Konzerne gesponsert. Seit 2017 trägt der Preis seinen heutigen Namen. Er wird für herausragende Leistungen auf dem Gebiet der Oberflächenchemie vergeben. 2011, 2015 und 2016 erfolgte keine Preisvergabe.

## Preisträger
- 1993 David M. Hercules
- 1994 Gábor A. Somorjai
- 1995 W. Henry Weinberg
- 1996 Robert Gomer
- 1997 Robert J. Madix
- 1998 Kenneth B. Eisenthal
- 1999 John T. Yates
- 2000 Alvin W. Czanderna
- 2001 J. Michael White
- 2002 D. Wayne Goodman
- 2003 David L. Allara und Ralph G. Nuzzo
- 2004 John C. Hemminger
- 2005 Robert J. Hamers
- 2006 Steven L. Bernasek
- 2007 Charles T. Campbell
- 2008 Francisco Zaera
- 2009 David A. King
- 2010 Patricia A. Thiel
- 2012 Steven J. Sibener
- 2013 Ulrike Diebold
- 2014 Melissa A. Hines
- 2017 Cynthia M. Friend
- 2018 Stacey F. Bent
- 2019 Hans-Joachim Freund
- 2020 Teri W. Odom
- 2021 Vicki H. Grassian
- 2022 Miquel B. Salmeron
- 2023 Joachim Sauer
- 2024 Hedi Mattoussi[1]
- 2026 Andrew J. Gellman[2]